# هلگا پدیشن
هلگا پدیشن (انگلیسی: Helga Pedersen؛ زادهٔ ۱۳ ژانویهٔ ۱۹۷۳) سیاست‌مدار اهل نروژ است.